# Parque nacional de la Alta Murgia
El Parque nacional de la Alta Murgia tiene una extensión de 680 km². Se encuentra en el sur de Italia, en la Apulia, en las provincias de Bari y de Barletta-Andria-Trani. La sede administrativa está en Gravina in Puglia. El parque se extiende por la parte más elevada de la meseta de Murgia o Murge. Coincide con una parte de la más extensa zona de protección especial creada para proteger la estepa de gramíneas, hábitat del cernícalo primilla. 

## Características
El territorio ha sido erosionado durante milenios, dando lugar al cañón de Gravina in Puglia, así como a las dolinas de Pulicchio di Gravina y Pulo di Altamura, de 100 y 170 m de profundidad. En las paredes kársticas de las grutas hay hábitats troglodíticos que se ocupaban durante la transhumancia, así como iglesias subterráneas. Entre los lugares interesantes se encuentran la Cantera de los dinosaurios de Altamura (Cava dei Dinosauri), en el municipio de Altamura, donde hay unas 4000 huellas de dinosaurio, el bosque de Mercadante y la gruta de Faraualla, de 280 m de profundidad. Entre las construcciones humanas, el Castel del Monte.

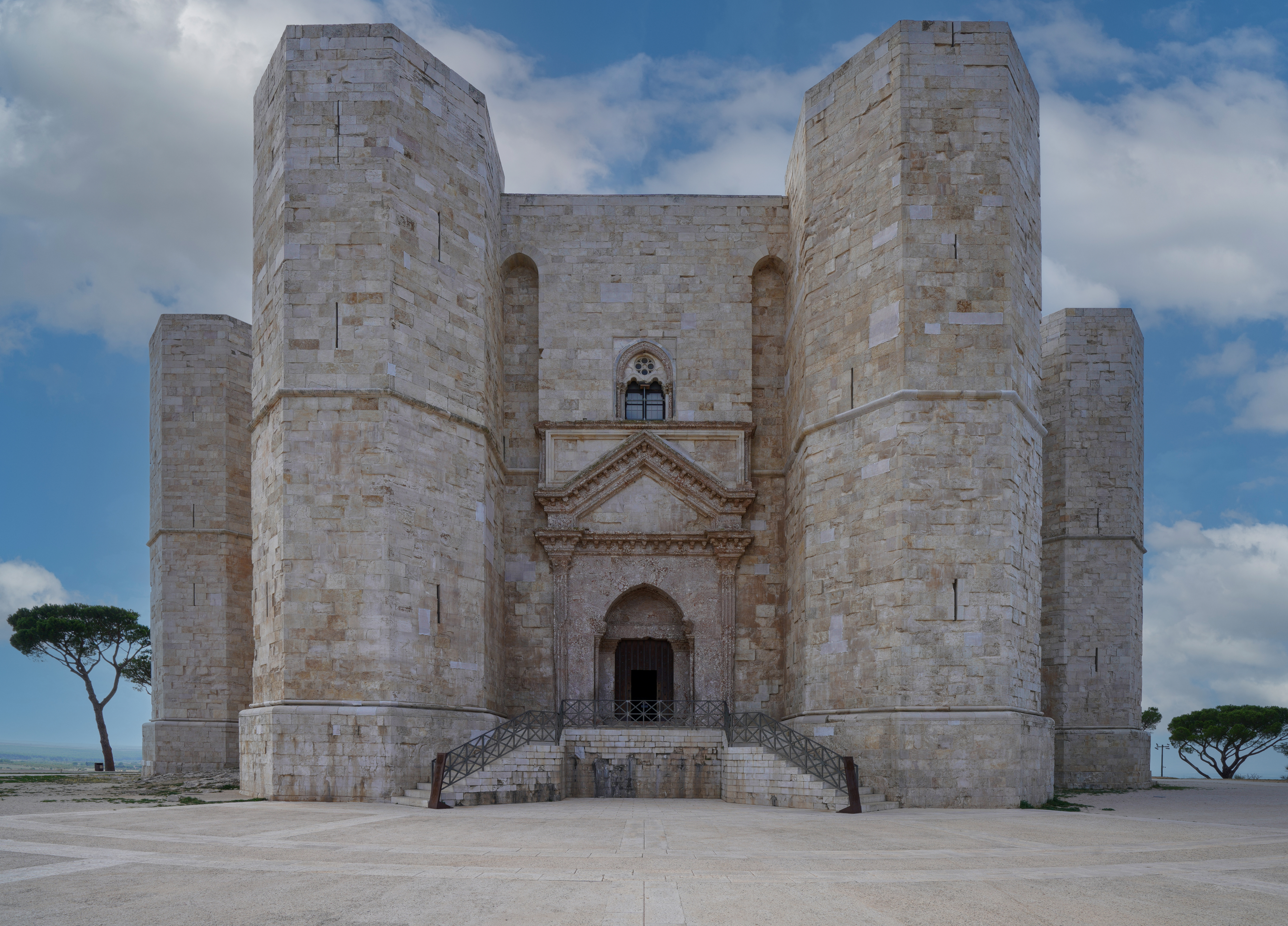
Castel del Monte

## Lugares de interés
- Castel del Monte, uno de los más famosos del sur de Italia y patrimonio de la humanidad.
- Las minas de bauxita de Murgetta en la zona de Spinazzola.
- El castillo suabo de Gravina in Puglia.
- El museo herbario de Ruvo di Puglia.
- El parque municipal de Robinson y el pinar de Gravina in Puglia.
- El pinar de Galietti en Santeramo in Colle.
- El bosque de Mesola en Cassano delle Murge.
- El pinar municipal de Lagopetto en Grumo Appula.
- El bosque de Mercadante en el territorio de Cassano delle Murge y Altamura.
- El parque arqueológico de Botromagno y Padre Eterno en Gravina in Puglia.
- La dolina de Pulo di Altamura, con un diámetro de 500 m y una profundidad de 70-75 m.
- La dolina de Pulicchio di Gravina, en Gravina in Puglia.
- La cueva de Faraualla, en el karst, en Gravina in Puglia.
- La gruta de Lamalunga, donde se encontró el hombre de Altamura, cerca de la localidad de Altamura.
- La cueva de Santa Maria degli Angeli, en Cassano delle Murge.
- La necrópolis de San Magno, en Corato.
- El valle de los dinosaurios en Altamura, donde se encontraron huellas en 1999.
- Los jazzi, construcciones usadas en periodos de transhumancia, con más frecuencia en territorios de Andría, Gravina, Ruvo, Minervino y Spinazzola.